# مركز بيرلينجتون

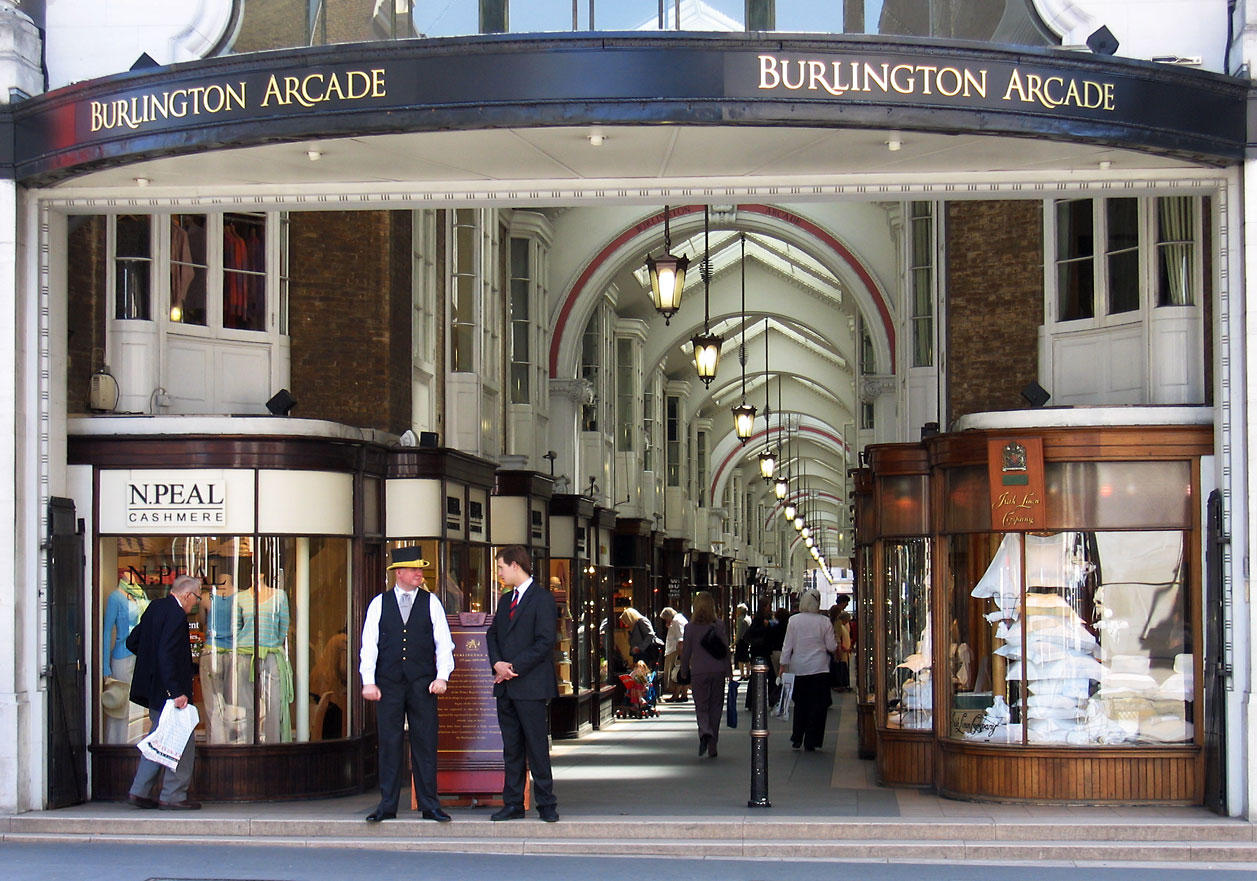
المدخل الشمالي للمركز.

مركز بيرلينجتون هو رواق معمد مغطى للتسوق في لندن يمر خلف شارع بوند من بيكاديللي عبر حدائق بيرلينجتون. هو أحد أسلاف مراكز التسوق من منتصف القرن التاسع عشر الأوروبية ومركز تسوق حديث. تم بناء مركز بيرلينجتون لبيع المجوهرات والبضائع النفيسة.